# Delphacodoides ornata
Delphacodoides ornata är en insektsart som beskrevs av Frederick Arthur Godfrey Muir 1929. Delphacodoides ornata ingår i släktet Delphacodoides och familjen sporrstritar. Inga underarter finns listade i Catalogue of Life.